# Hotel Four Points y Asociación de la Prensa del Uruguay

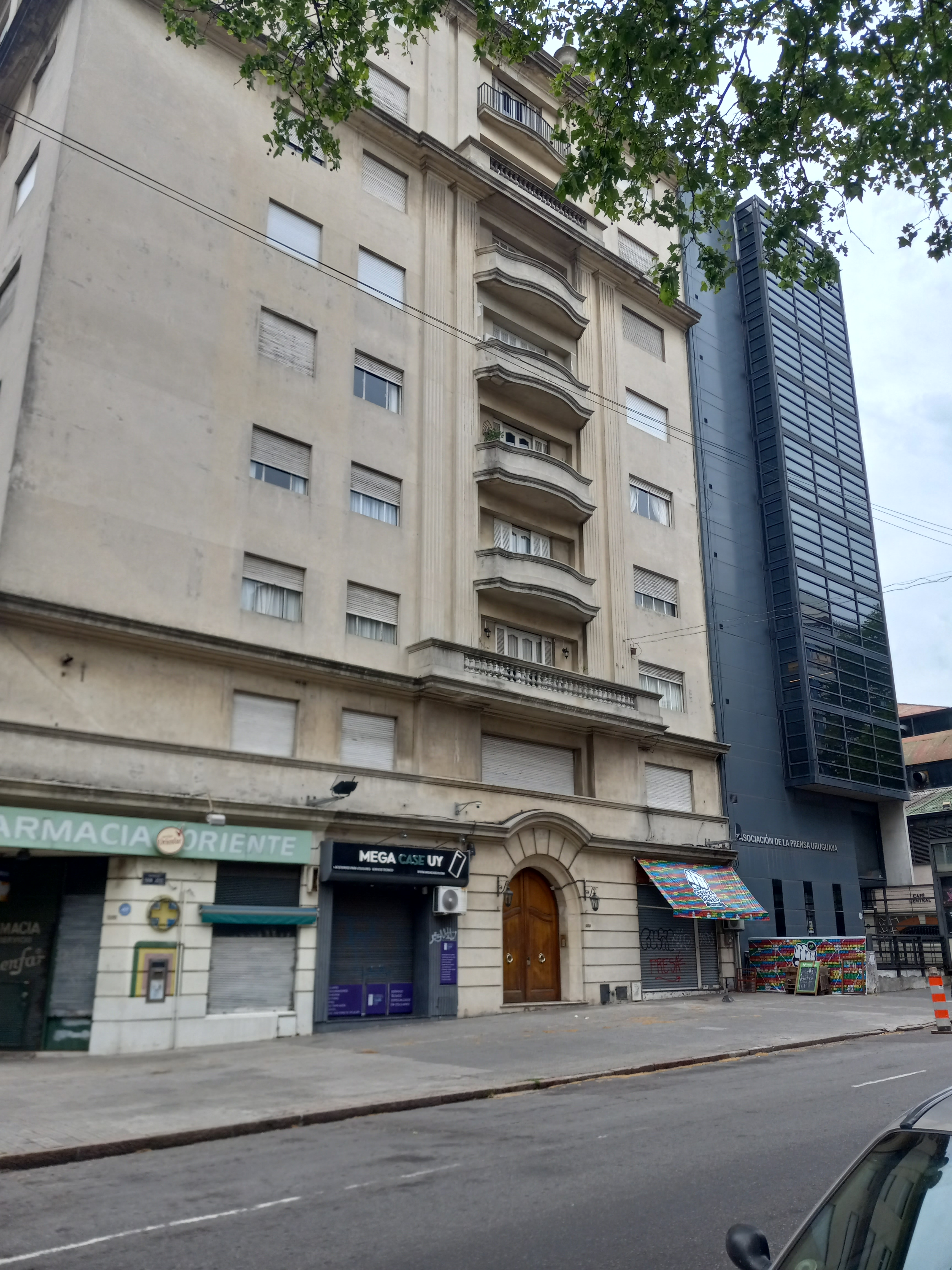
Eingang von der Straßenseite des Gebäudes

Das Hotel Four Points y Asociación de la Prensa del Uruguay ist ein Gebäude in der uruguayischen Landeshauptstadt Montevideo.
Das von 1999 bis 2004, nach anderen Quellen bereits ab 1998 errichtete Gebäude befindet sich im Barrio Centro an der Calle Ejido 1275 zwischen den Straßen San José und Soriano sowie an der Calle San José 1328–1330 zwischen Ejido und Aquiles Lanza.
Als Architekten zeichneten J.C. Apolo, M. Boga, A. Cayón, F. De Sierra, D. Christoff und G. Vera Ocampo verantwortlich. Das Bauwerk ist als Hotel und Bürogebäude konzipiert. Das Hotel umfasst eine nutzbare Grundfläche von 12.000 m² und steht im Eigentum des Unternehmens Romalur S.A.